# اوجی‌گامی
اوجی‌گامی (به ژاپنی: 氏神 うじがみ Ujigami) در دین شینتو از کامی‌های بسیار مشهور و حافظ قبایل اوجی هستند. اوجی‌گامی همواره در زیارتگاه‌ها پرستش می‌شوند. در سراسر ژاپن زیارتگاه‌های متعددی با همین سرمنشأ وجود دارد اما با جابجایی روز افزون مردم، در کنار فروپاشی تدریجی قبایل و عشایر، کم کم واژهٔ اوجی‌گامی دربارهٔ کامی‌های حافظ یک منطقهٔ خاص و همچنین خود آن مناطق استفاده شد. بدین ترتیب، در حالی که در گذشته سلسلهٔ انساب عامل مهمی بود، اما امروزه محلی بودن و در یک منطقهٔ واحد زندگی کردن اهمیت بیشتری دارد. با وجود این در بسیاری از موارد وابستگی موروثی به یک تیره یا عشیرهٔ خاص بسیار نیرومند است؛ و لذا افراد بسیاری مرتباً به خاستگاه‌های اصلی خویش باز می‌گردند تا در جشن‌های کامی حافظ خاندان خویش شرکت کنند.